# Волошковий проїзд (Житомир)
Волошковий проїзд — проїзд в Корольовському районі міста Житомир.

## Розташування
Знаходиться на теренах Смоківки — Мар'янівки, неподалік хутора Затишшя. З'єднує Мар'янівську вулицю з 5-ю Мар'янівською лінією.

## Історія
Рішенням Житомирського міськвиконкому № 309 від 29 вересня 1989 року проїзду в новому масиві на Мар'янівці надано назву Волошковий.
Забудова почала формуватися на початку 1990-х років.